# Инишарк
Инишарк (ирл. Inis Airc, англ. Inishark/Inishshark) — остров вблизи западного побережья Ирландии, в заливе Клю, графство Голуэй. Расположен южнее острова Инишбофин. Сейчас необитаем, население было эвакуировано отсюда в октябре 1960 года. В 2009 году в рамках серии об эвакуациях изолированных общин Бостонским колледжем и Irish Film Institute был снят фильм Inis Airc, Bás Oileáin (Inishark, Death of an Island)
Покровитель острова — святой Лев Инишаркский, живший здесь некогда между VI и VIII веками. В его честь названы руины церкви XIX века.